# Batrisodes cicatricosus
Batrisodes cicatricosus är en skalbaggsart som först beskrevs av Brendel 1891.  Batrisodes cicatricosus ingår i släktet Batrisodes och familjen kortvingar. Inga underarter finns listade i Catalogue of Life.